# Bigga
Bigga – niezamieszkana wyspa w archipelagu Szetlandów, w Szkocji. Znajduje się w najwęższym miejscu Yell Sound, pomiędzy wyspami Yell i Mainland. Wyspa ma 78 ha powierzchni, a jej najwyższy punkt wynosi 34 m n.p.m.

## Historia
Wyspa w przeszłości była zamieszkana. W jej północno-wschodniej części znajdują się pozostałości budynku, identyfikowanego jako broch lub kopiec pogrzebowy. W pobliżu znajdują się ruiny małego średniowiecznego domu, nazywanego Norrabister (północna farma).
W późniejszych czasach na wyspie mieszkali głównie ludzie zajmujący się wypasem bydła. Populacja była największa na początku XIX wieku. W 1806 roku było to około 25 osób.
W 1870 roku na wyspie rozbił się niemiecki statek Pribislaw, przewożący z Norwegii zaopatrzenie do kopalni w Sunderland w Anglii. Kilkadziesiąt lat wcześniej statek ten przewoził emigrantów z Niemiec do Australii. Wrak Pribislawa został przerobiony na warsztat i magazyn w Lerwick. W 2005 roku pozostałości okrętu zostały przetransportowane do Australii, gdzie trafiły do muzeum w Whittlesea.
Podczas I wojny światowej na wyspie znajdował się punkt obserwacyjny marynarki brytyjskiej. W latach 30. XX wieku wyspa stała się niezamieszkana.